# 倉咲ゆう
倉咲 ゆう（くらさき ゆう、1988年12月1日 - ）は、日本のAV女優。
身長173cm、スリーサイズ:B87（Eカップ）・W59・H88。血液型A型。
趣味、特技:料理・ネイル、バレーボール。

## 略歴
2008年11月に『新人×ギリモザ 芸能人AV了解 倉咲ゆう』でAVデビュー。
CMやファッションモデルなどでも活躍するグラビアアイドルでもある。

## 作品

### アダルトビデオ
2008年
- 新人×ギリモザ 芸能人AV了解 倉咲ゆう（11月7日、エスワン）[1]
- ギリモザ ネットリ濃厚セックス 倉咲ゆう（12月7日、エスワン）[1]

2009年
- ギリモザ 6つのコスチュームでパコパコ！ 倉咲ゆう（1月7日、エスワン）[1]
- ギリモザ 絶叫！ビッグマグナムFUCK 倉咲ゆう（2月7日、エスワン）[1]
- ギリモザ 無限絶頂！激イカセFUCK 倉咲ゆう（3月7日、エスワン）[1]
- ギリモザ もっと激しく、激しく突いて 倉咲ゆう（4月7日、エスワン）[1]
- レイプ×ギリモザ 犯された女教師 倉咲ゆう（5月7日、エスワン）[1]
- ギリモザ バコバコ乱交 倉咲ゆう（6月7日、エスワン）[1]

### イメージビデオ
- Love You 倉咲ゆう（2007年11月25日、Air control）
- Deep Kiss Honey Trap 倉咲ゆう（2008年2月29日、ぶんか社）
- 全裸無理 倉咲ゆう（2008年6月1日、未満）
- 全裸無理2 倉咲ゆう（2008年8月1日、未満）